# Струнга (Констанца)
Струнга (рум. Strunga) насеље је у Румунији у округу Констанца у општини Олтина. Oпштина се налази на надморској висини од 51 m.

## Становништво
Према подацима из 2002. године у насељу је живело 20 становника, од којих су сви румунске националности.